# Уґори (Західнопоморське воєводство)
Уґори (пол. Ugory, нім. Friedensfelde) — село в Польщі, у гміні Свежно Каменського повіту Західнопоморського воєводства.
Населення — 46 осіб (2011).
У 1975—1998 роках село належало до Щецинського воєводства.

## Демографія
Демографічна структура станом на 31 березня 2011 року:
|          | Загалом | Допрацездатний вік | Працездатний вік | Постпрацездатний вік |
| -------- | ------- | ------------------ | ---------------- | -------------------- |
| Чоловіки | 21      | 1                  | 17               | 3                    |
| Жінки    | 25      | 5                  | 15               | 5                    |
| Разом    | 46      | 6                  | 32               | 8                    |